# Бета Жертвенника
Бета Жертвенника (лат. β Arae) — одна из ярчайших звёзд в созвездии Жертвенника, относительно молодая звезда-гигант с видимой звёздной величиной 2,8 (округлённое значение). Измерения параллакса соответствуют расстоянию 650 световых лет от Солнца.
Спектр звезды соответствует спектральному классу K3 Ib-IIa, класс светимости 'Ib-IIa' показывает, что звезда занимает промежуточное положение между ярким гигантом (IIa) и сверхгигантом (Ib). Эти классы представляют собой два разных этапа звёздной эволюции массивной звезды после того, как она исчерпает запас водорода в ядре. Бета Жертвенника излучает энергию при эффективной температуре фотосферы 4,200 K, звезда при этом обладает характерным оранжевым цветом звезды спектрального класса K. Звезда предположительно вращается с небольшой скоростью, проекция равна 5 км/с. Содержание элементов кроме водорода и гелия, то есть металличность, более чем втрое превосходит солнечную.